# Ponte do Forth
A ponte do Forth é uma ponte no Reino Unido, situada a 14 km a oeste da cidade escocesa de Edimburgo, sobre o estuário do rio Forth. É a segunda maior ponte ferroviária em vão do tipo cantilever, tendo sido a maior nesta característica até 1917, quando a ponte de Quebec foi concluída. Tem mais de 2,5 km de comprimento, e é destinada em exclusivo ao tráfego ferroviário, permitindo ligar a council area de Edimburgo à de Fife sobre o rio Forth.
Completado no ano 1890, é um ponto essencial do eixo de transportes entre o nordeste e o sudeste do país, duplicado em 1964 com a ponte Forth Road. A ponte e a infraestrutura rodoviária são propriedade da Network Rail Infrastructure Limited.  Está inscrita desde 1999 na lista de sítios candidatos a património mundial da UNESCO. No ano 2015, UNESCO classificou a ponte com um Património Mundial da Humanidade.

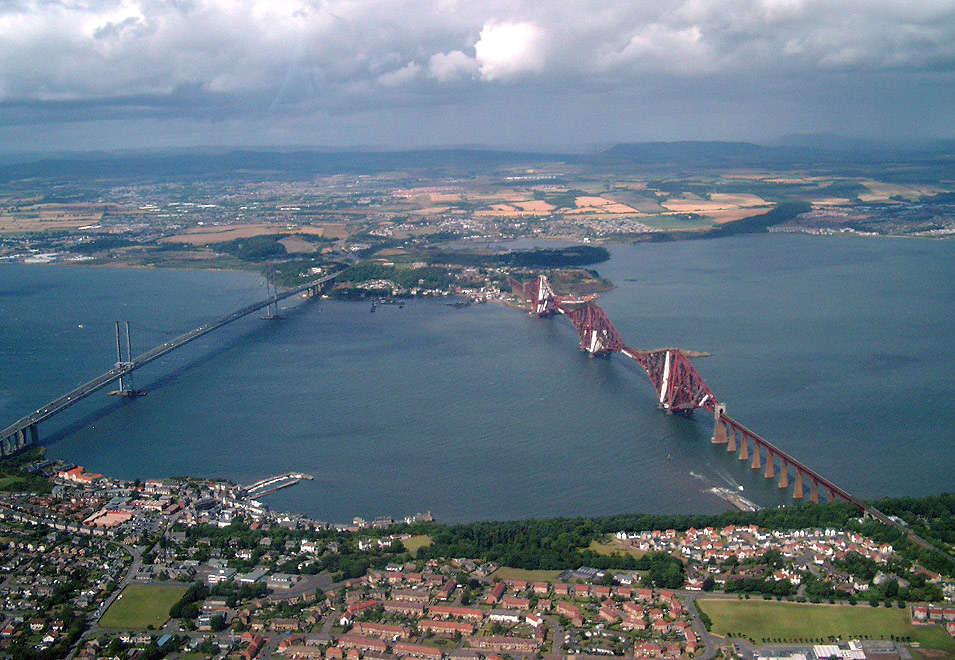
As duas pontes sobre o estuário do rio Forth. A ponte ferroviária é a da direita.